# マリンパーク駅
マリンパーク駅（マリンパークえき）は兵庫県神戸市東灘区向洋町中にある神戸新交通六甲アイランド線の駅。駅番号はR06。
2022年7月1日から神戸国際大学がネーミングライツを取得し、「神戸国際大学前」の副駅名が付けられている。

## 歴史
計画当初の仮称は「六甲島南」だった。
- 1990年（平成2年）2月21日：六甲ライナー開業と同時に開業[1][2]。
- 1995年（平成7年）
  - 1月17日：阪神・淡路大震災で被害を受け六甲ライナー全線運休。
  - 5月12日：アイランド北口 - 当駅間が復旧し営業再開[7]。

## 駅構造
島式ホーム1面2線の高架駅。1番線は平日朝ラッシュ時のみ使用で、通常は2番線から発車する。
夜間滞泊も設定されている。
六甲アイランド線の終着駅であるが、車両基地がある関係で、軌道は六甲アイランドカースクール付近にまで延びている。
トイレは改札階にある。

### のりば
| 番線 | 路線          | 行先     |
| ---- | ------------- | -------- |
| 1・2 | ■六甲ライナー | 住吉方面 |

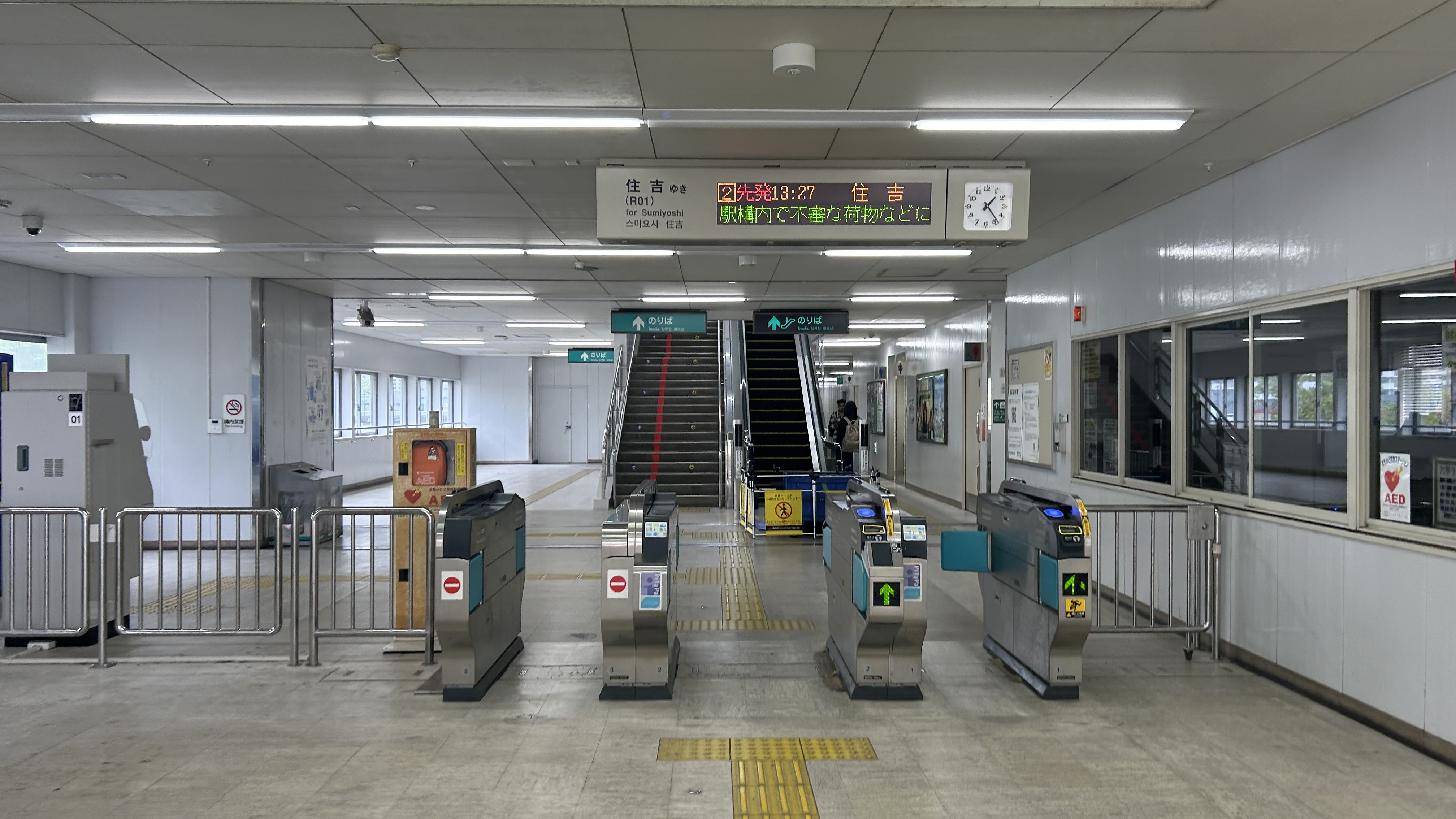
改札口
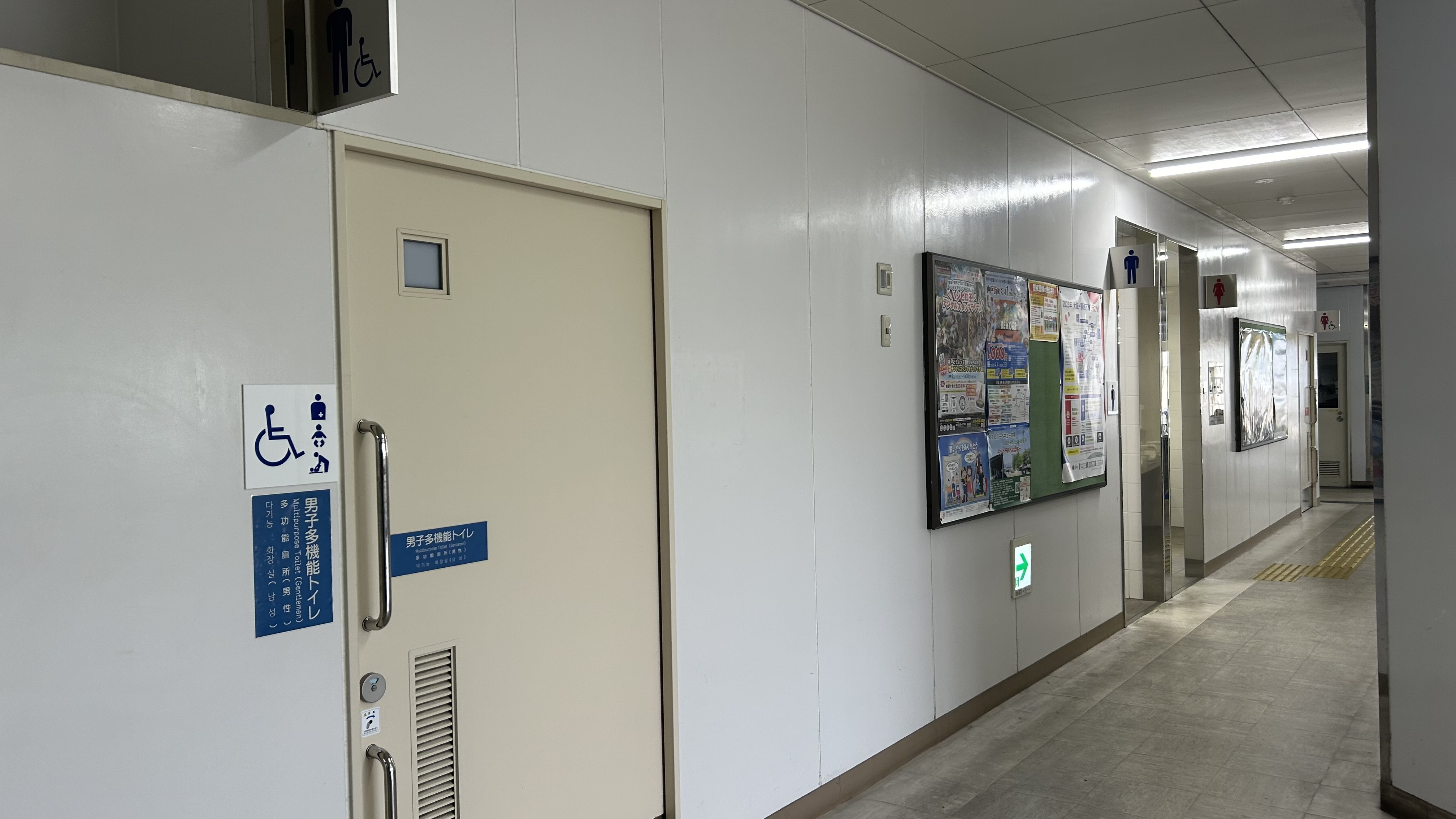
トイレ
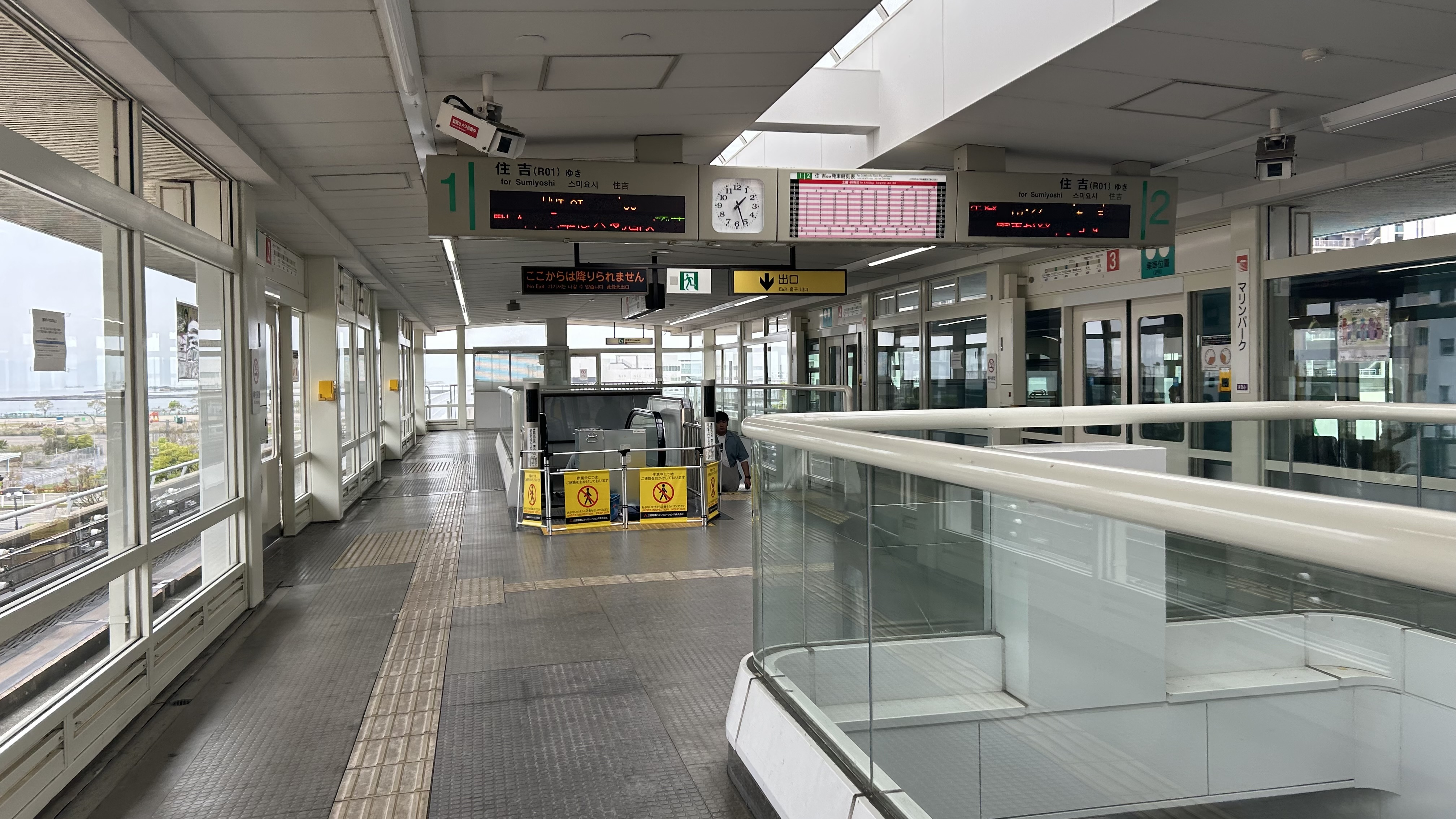
ホーム
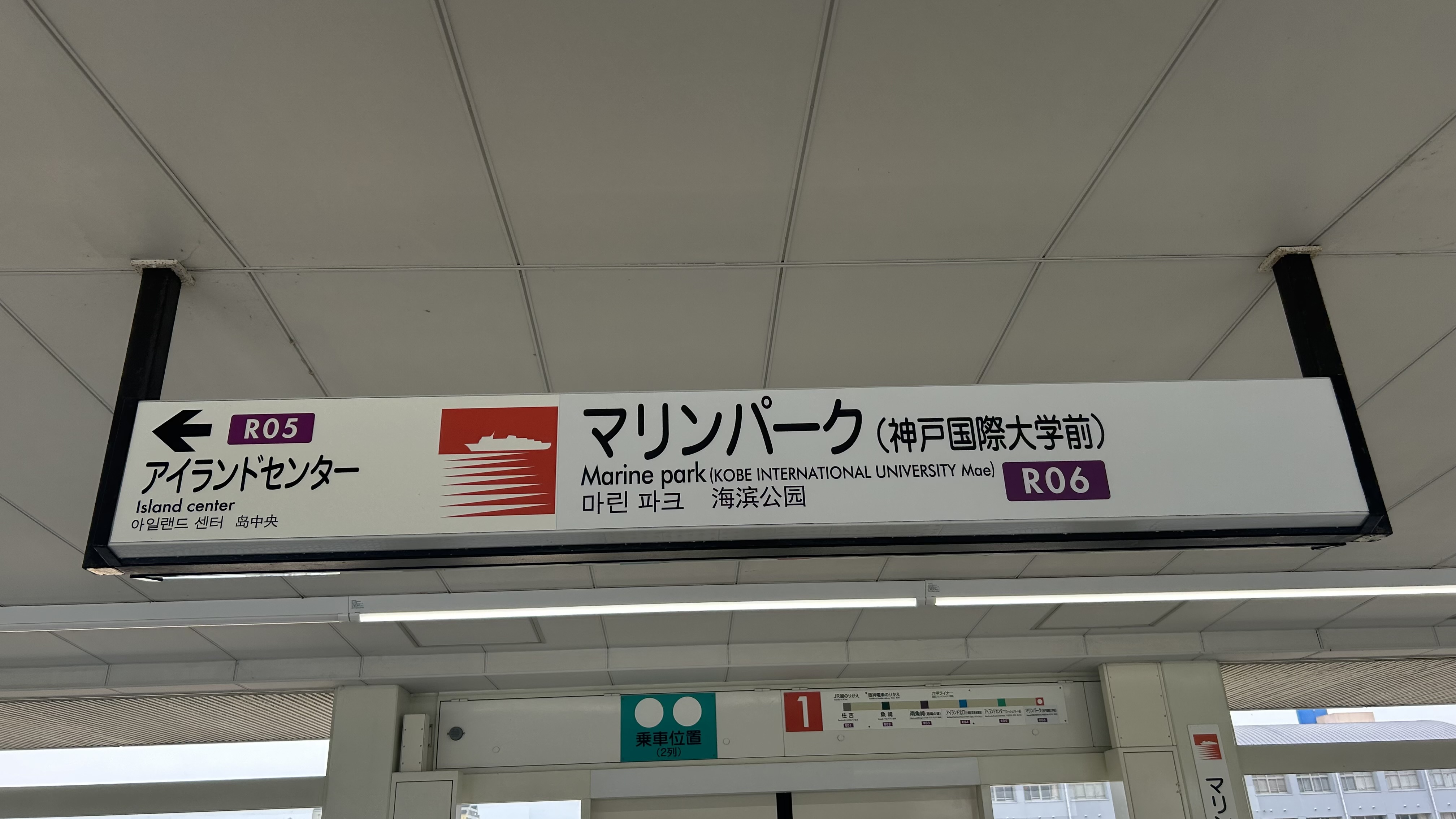
駅名標
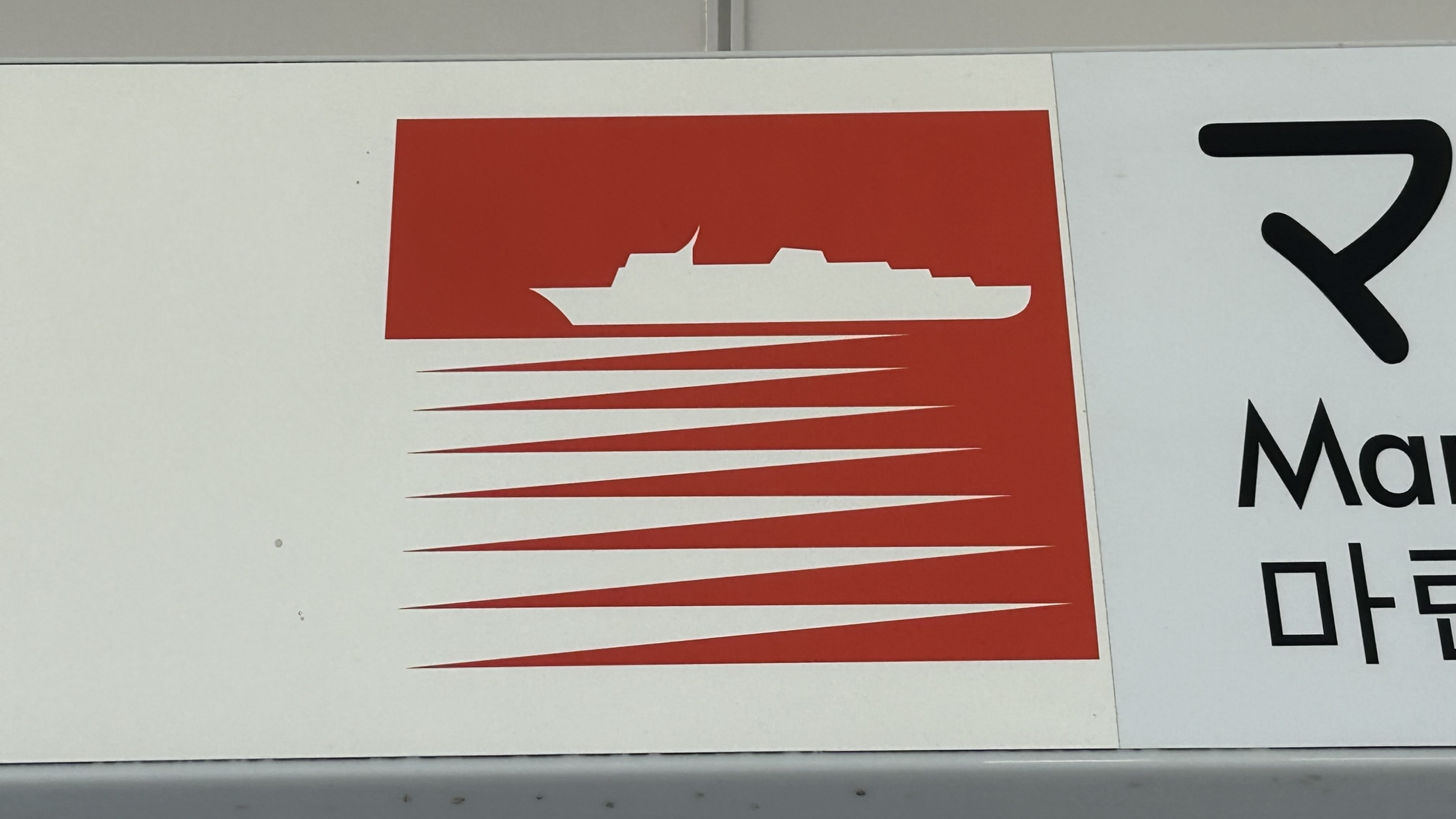
シンボルマーク
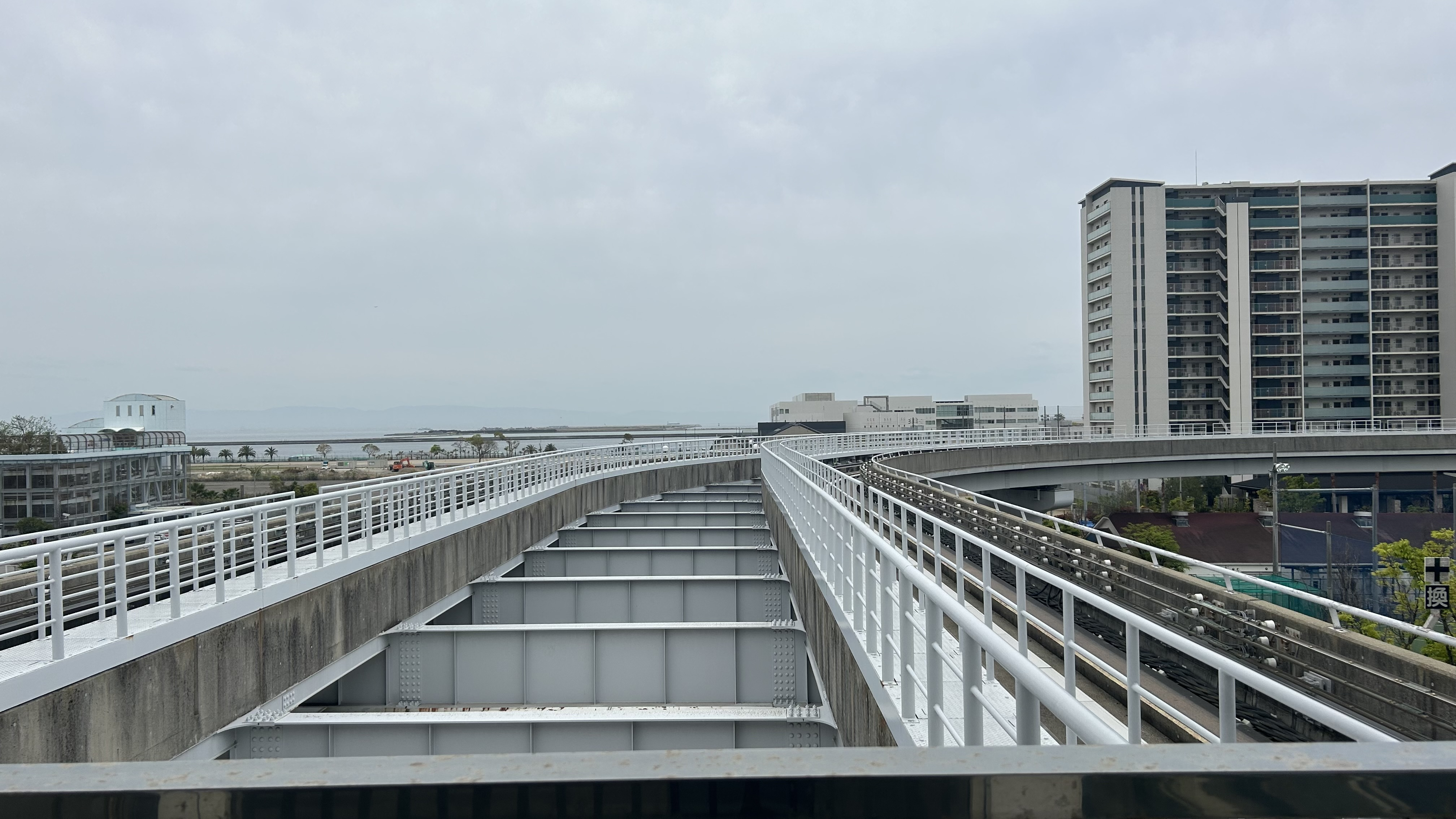
車両基地への出入庫線

## 駅周辺
- 神戸市立六甲アイランド高等学校[1]
- 神戸国際大学[1]
- 甲南大学総合体育施設
- 高羽六甲アイランド小学校
- マリンパーク
- カネディアン・アカデミー
- 六甲島検車場[1]
- デカパトス
- 神戸レディースフットボールセンター

## 隣の駅
神戸新交通
■六甲アイランド線（六甲ライナー）
アイランドセンター駅 (R05) - マリンパーク駅 (R06)